# ودبيري لانغدون
ودبيري لانغدون (بالإنجليزية: Woodbury Langdon) هو محامي وقاضي أمريكي، ولد في 1739 في بورتسموث في الولايات المتحدة، وتوفي بنفس المكان في 13 يناير 1805.